# Mniejszy szuka Dużego (film)
Mniejszy szuka Dużego – polski film przygodowy na podstawie powieści Wiktora Woroszylskiego pod tym samym tytułem.

## Główne role
- Robert Schmidt – „Mniejszy”
- Magda Nałęcka – Filomena
- Tadeusz Drewnowski – „Duży”, brat „Mniejszego”
- Grzegorz Przybylski – Mietek
- Piotr Krawczyk – „Trąbka”
- Henryk Bąk – sąsiad
- Henryk Borowski – narrator (głos)
- Roman Kłosowski – Kowalski, ojciec Mietka
- Anna Ciepielewska – mamusia
- Wiesław Michnikowski – tatuś
- Jan Kociniak – pan Józio, kierownik produkcji filmu
- Andrzej Krasicki – właściciel szafirowego mercedesa
- Eliasz Kuziemski – reżyser historycznego giganta